# Мария Луиза (булевард във Варна)
Вижте пояснителната страница за други значения на Мария Луиза.
„Мария Луиза“ е булевард във Варна, който преминава през центъра на града в направление запад-изток.
Започва като продължение на бул. „Христо Ботев“ пред площад „Независимост“ и Варненската катедрала във Варненския център. Негово продължение на северозапад е булевард „Осми приморски полк“. Наречен е на първата българската княгиня от Третото българско царство, патрон на Осми Приморски полк от 1893 г.

## Исторически данни
Булевардът се появява с разрастването на града след Освобождението на мястото на старите османски казарми и съборената крепостна стена През 1900 г. като ул. „Пиротска“ се простира от понеделничния пазар (днешното училище „Димчо Дебелянов“) до бул. „Сливница“. В последните дни на XIX век на булеварда се изправя един от символите му – по проект на военния инженер Тодор Бояджиева е построен Военноморския клуб. Непосредствено до него се разполага неокласическа сграда, проектирана от арх. Дабко Дабков, а на №7 през 1932 г. е основан първия в България водолечебен кабинет. На този адрес се редактират и издават списанията „Добро народно здраве“ и „Природен лекар“, а в съседство е родното място на родилен дом „Роза Димитрова“. От 1921 до 1923 г. тук се помещава градският клуб на варненските комунисти. На булевардът се разполага и едноименната Девическа гимназия. Архитектурни забележителности са двете еднакви сгради на №27 и 29, строени през 1909 г., дело на Манол Йорданов и Кирил Шиваров. През първата половина на ХХ век на булеварда са разположени клубовете на футболните отбори „Владислав“ и „Шипченски сокол“ – държавни първенци през 1924 – 1925 г. и през 1925 – 26 г. На булеварда до разрушаването ѝ е била разположена и Военноморска болница. Улицата е шосирана през 1928 г.

## Обекти
Северна страна
- Военноморски клуб
- Варненски археологически музей (бивша Държавна девическа гимназия „Мария-Луиза“)
- Регионална библиотека „Пенчо П. Славейков“
- Община Варна

Южна страна
- Паметник на цар Калоян